# Bausch & Lomb Championships 2002
Bausch & Lomb Championships 2002 — жіночий тенісний турнір, що проходив на відкритих кортах з ґрунтовим покриттям на острові Амелія (США). Належав до турнірів 2-ї категорії в рамках Туру WTA 2002. Відбувсь удвадцятьтретє і тривав з 8 до 14 квітня 2002 року. Вінус Вільямс здобула титул в одиночному розряді й отримала 93 тис. доларів США.

## Фінальна частина

### Одиночний розряд
Вінус Вільямс —  Жустін Енен 2–6, 7–5, 7–6(7–5)
- Для Вільямс це був 3-й титул за сезон і 25-й — за кар'єру.

### Парний розряд
Даніела Гантухова /  Аранча Санчес Вікаріо —  Марія Емілія Салерні /  Оса Свенссон 6–4, 6–2
- Для Гантухової це був 1-й титул за рік і 3-й — за кар'єру. Для Санчес Вікаріо це був 2-й титул за сезон і 64-й — за кар'єру.